# Nicetas de Remesiana
Nicetas, Nicetino o Aniceto (Nicetius, también Nicæas, Niceas, Nicetus o Nicetas, Νικήτίος) fue un religioso griego dacio de nacimiento, que vivió en el siglo IV. Es venerado como santo por diversas confesiones cristianas. Su nombre, derivado de la diosa Νίκη (Níke), significa “victorioso”.

## Biografía
Nacido en Grecia o en Dacia (hoy parte de Serbia y Rumania), visitó Italia a finales del siglo IV, y en Nola se hizo amigo con San Paulino; Nicetas volvió a Nola en 402 y aún vivía en 414. Hacia 365 fue nombrado obispo de Remesiana (la Civitas Romatiana o Civitas Remessilanesis, en Dacia Mediterranea, entre Naissus y Sardica), la actual Bela Palanka (Pirot, Serbia), y trabajó activamente por la evangelización de la región.
Escribió unas instrucciones para el bautismo en seis libros uno de los cuales se llamaba Ad Lapsam Virginem Libellus. San Jerónimo (Objurgatio ad Susannam Lapsam) y San Ambrosio (Tractatus ad Virgi nem Lapsam) reproducen un texto que probablemente fue copiado del de Nicetas.
Promovió el uso de la música en la liturgia y compuso himnos litúrgicos, entre los cuales se encuentra el Te Deum, que tradicionalmente se había atribuido a San Ambrosio de Milán y San Agustín de Hipona.
Es considerado mártir, por haber predicado entre los dacios y los godos, y su fiesta se celebra el 22 de junio, junto a su amigo Paulino.
- Datos: Q2743461
- Multimedia: Nicetas of Remesiana / Q2743461